# Cornelis van Lennep (1751-1813)

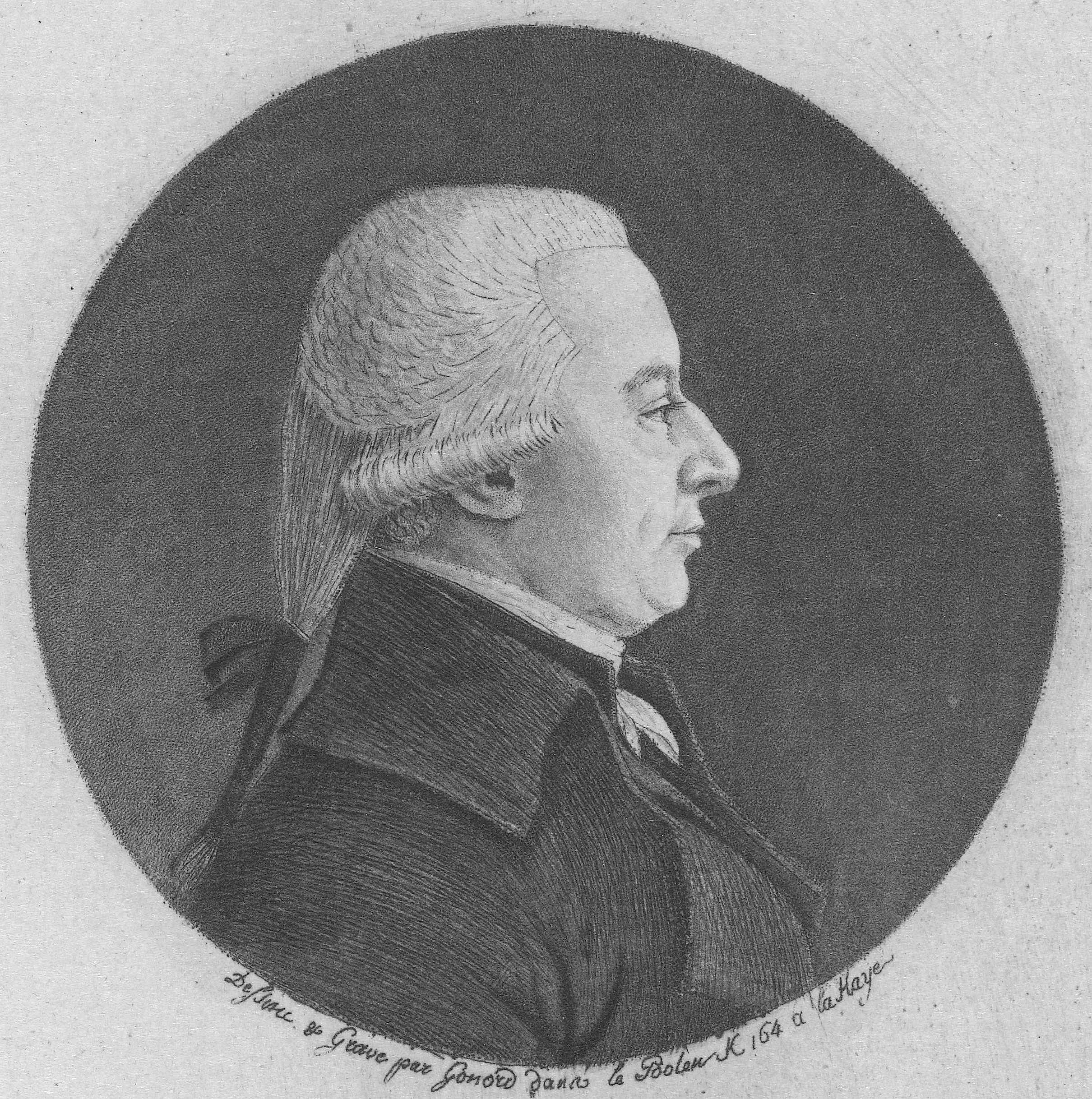
Portret van Cornelis van Lennep (1751–1813)

Cornelis van Lennep (Haarlem, 22 februari 1751 – Amsterdam, 1 februari 1813) was een Nederlands politicus.

## Leven
Van Lennep, lid van de familie Van Lennep, was een zoon van David van Lennep, hij studeerde rechten te Leiden. Hij was een van de invloedrijkste burgers van Amsterdam, was goed op de hoogte van wat zich afspeelde in zijn tijd, en was een tolerante en zachtaardige man.
Hij behoorde tot de schepenen van Amsterdam en was baljuw en hoofdschout van Diemermeer. Hij was lid van de genootschappen Concordia et Libertate, Diligentiae Omnia, Amsteldams Dicht en Letteroefend Genootschap, Maatschappij der Nederlandsche Letterkunde, de Maatschappij van Landbouw, de Maatschappij tot Nut van het Algemeen en het Zeeuws Genootschap. Daarnaast was hij als vrijmetselaar lid van de Amsterdamse loge La Bien Aimée. Hij behoorde tot de zogenaamde Goede Regenten, die in Amsterdam de patriotse eisen tot democratisering ondersteunden, en werd als gevolg daarvan bij de restauratie in 1787 als stadsbestuurder ontslagen. Hij was maatschappelijk zeer betrokken en was een van de oprichters en mededirecteur van Het Kweekschool voor de Zeevaart in 1785, en directeur van de Oeconomische Tak. In 1795 keerde hij terug in de Amsterdamse raad, werd gekozen als volksvertegenwoordiger in de Nationale Vergadering (1796–1798) het Vertegenwoordigend Lichaam en het Wetgevend Lichaam (1798–1803). In de Nationale Vergadering was hij onder meer lid van het Comité van Algemeene Veiligheid 1795, voorzitter Comité van Justitie 1795; voorzitter (1800 en 1802); Opnieuw lid stadsbestuur van Amsterdam van 1803 tot 1811 (wethouder 1803–1805), curator Atheneum Illustre 1803, district commissaris 1808.
Hij woonde afwisselend op het door zijn vader gekochte landgoed Huis te Manpad te Heemstede en te Amsterdam.
Hij was getrouwd met Cornelia Henrietta (Ceejet) van de Poll, (1753-1827). Zij kregen 4 kinderen:
- David Jacob van Lennep (1774–1853)
- Cornelia Petronella (1777–1799)
- Cornelius Sylvius (1779–1821)
- Sara Henriëtta Margareta (1792–1813)

Politiek gezien behoorde hij tot de 'kezen': achttiende-eeuwse patriotten, die zich verzetten tegen de stadhouder en streefden naar meer burgerinspraak.
Hij deed zijn eerste zoon, David Jacob, op de volksschool omdat hij niet hield van standenonderscheid.
Hij is vooral bekend door zijn biografie: Het leven van Mr. C. van Lennep geschreven door zijn kleinzoon Jacob van Lennep.
Hij overleed in 1813 in Amsterdam; hij werd begraven in de Grote of Sint-Bavokerk in Haarlem. Zijn weduwe bleef tot haar overlijden, met haar dochter Sara, wonen in het huis aan de Herengracht in Amsterdam op nummer 512, dat sinds 1778 in hun bezit was. Na het overlijden van Sara werd zij bijgezet in hetzelfde graf waar haar vader ook begraven was. Na het overlijden van Ceejet ging het huis over naar de enig overgebleven zoon, David Jacob.

## Werk
- J. van Lennep (1861). Gedichten van Mr. Cornelis van Lennep en Mr. D.J. van Lennep

- Biografisch Portaal: 18926267
- Digitale Bibliotheek voor de Nederlandse Letteren: lenn003
- Gemeinsame Normdatei: 118861387
- International Standard Name Identifier: 0000 0000 1403 2004
- Nederlandse Thesaurus van Auteursnamen: 070108617
- Parlement.com: vg09llvhcou7
- Système universitaire de documentation: 254339883
- Virtual International Authority File: 45099736
- WorldCat: E39PBJmXMh9KwHVHy4R4WdFkDq